# Tengerszint-emelkedés

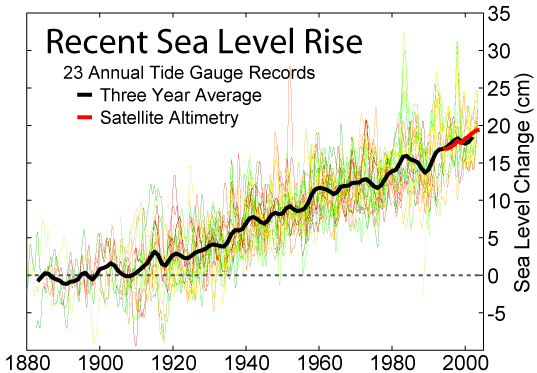
Tengerszint mérés összesítése a 23 leghosszabb ideje működő dagálymérce feljegyzések alapján

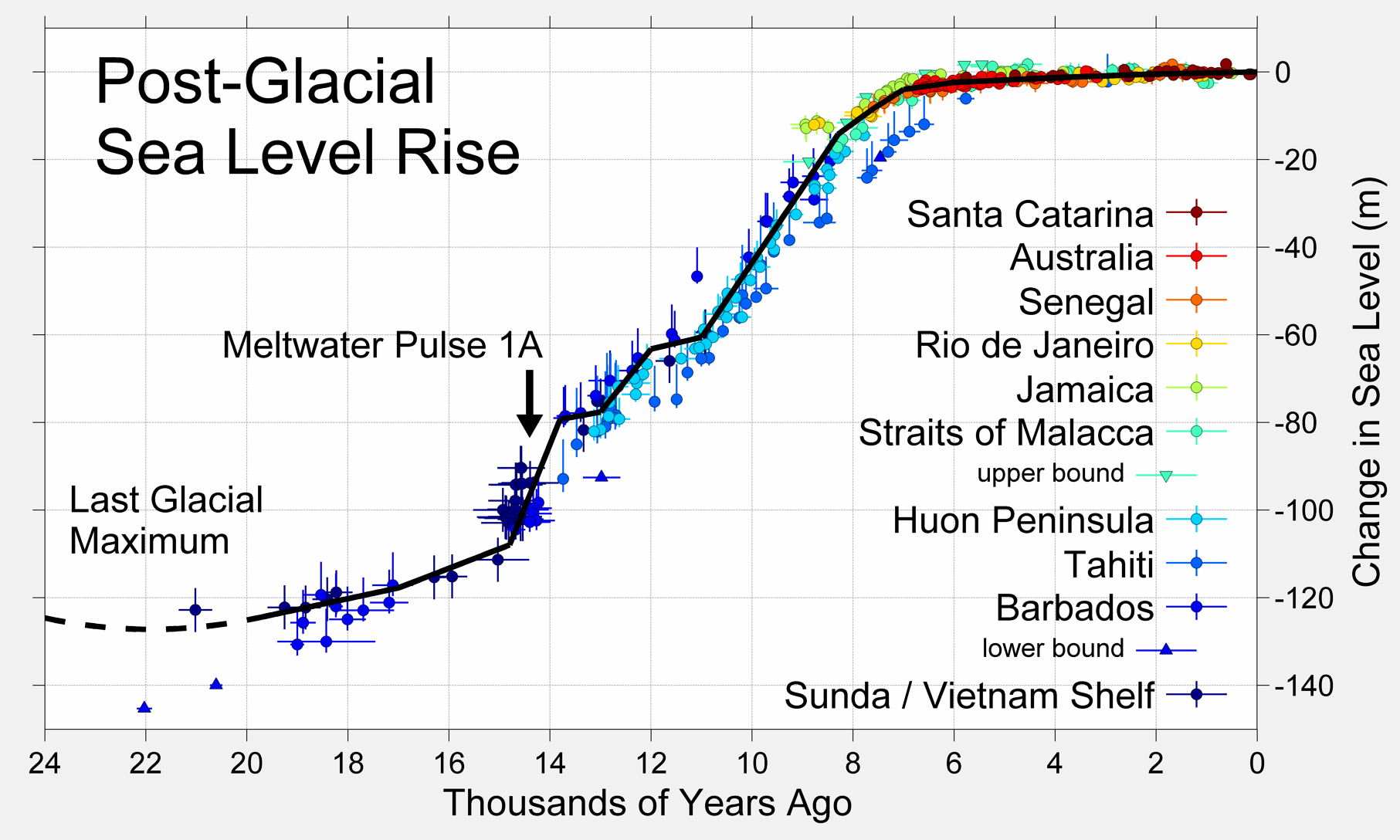
A tengerszint változások átlagértéke az utolsó jégkorszak óta. A színek a mérési helyek és eredmények áttekinthetőségét segítik.

A tengerszint-emelkedés a globális felmelegedés egyik jelentős hatása.

## A tengerszint-emelkedés mértéke
A Föld története során a szélsőséges kiterjedéseket tekintve 300-400 méteres tengerszint változás történt.
Az utolsó jégkorszakban – 20 ezer évvel ezelőtt – a szárazföldeken felhalmozódott jég hatására a tengerszint 125 méterrel volt a jelenleginél alacsonyabban.
A leggyorsabb ismert vízszint növekedés 13,5-14,7 ezer évvel ezelőtt egy kb. 400-500 éves időtartamban történt, amit  a világtenger szintje évente 4-6 centiméterrel nőtt, összesen 16-25 méteres emelkedést produkálva.
Az 1800-as években 6 centiméter, az 1900-as években 20 centiméter volt az átlagos vízszint emelkedés.
A Potsdami Éghajlati Hatáskutató Intézet munkatársa Stefan Rahmstorf tanulmánya szerint a tengerek szintje 2090-ig 50 és 140 cm között emelkedik.
"Az eddig alkalmazott számítógépes modell még a jelenleg tapasztalható szint-emelkedést (ami 20 cm – 1900 óta) is alulbecsülte" – mondta Rahmstorf. "Vannak még a fizikának olyan tényezői, amelyekkel nem vagyunk tisztában."

## A tengerszint-emelkedés hatásai

A hosszú távú előrejelzések szerint ha az üvegházhatású gázok kibocsátása nullához közelít, az IPCC 30-60 centiméteres vízszint-emelkedésre számít. Ezzel szemben ha a kibocsátások továbbra is jelentősek, akár 5 méterrel ís nőhet a tengerszint a 2300-as évekre.

Egy méteres emelkedés (az IPCC "maximum" becslése) öt millió km² területet árasztana el a világ alacsonyan fekvő területeiből, elpusztítva az összes termőföld harmadát és ötven millió környezeti menekültet hagyva maga után.
Hollandia, Kelet-Anglia, Indonézia egyes részei, a floridai Everglades, Dél-Louisiana nagy része és Latin-Amerika északkeleti partjának részei mind komolyan veszélyeztetett területek. Florida egyes részein a tengervíz földalatti víztáblákba való beszivárgása a porózus sziklaképződményekbe, csökkenti az ivóvízkészleteket.[forrás?]
Maldív-szigetek, Kiribati, Tuvalu, Vanuatu olyan területek, ahol pár deciméteres tengerszint-emelkedés estén is komoly károkkal lehet számolni.[forrás?]
Az Amerikai Földrajzi Társaság (San Francisco) közgyűlésén Lynn Usery más klímakutatók ismertették tanulmányukat, amely szerint ötméteres tengerszint-emelkedés 670 millió ember életterét veszélyeztetné. A számítások helyi, rövid ideig tartó árhullámra vonatkoztak.
Az EU-ban 68 millió embert érinthet a várható tengerszint-emelkedés.
Magyarország területét közvetlenül nem fenyegeti a tengerszint-emelkedés, hiszen az ország legmélyebben fekvő pontja, a Szeged melletti Gyálarét is 75,8 méterrel fekszik a tengerszint felett.

## A világóceán jelenlegi változásai
A tengerszint emelkedés csak az egyik geofizikai változása a földfelszínt borító víztömegnek. A melegedő Föld óceánjai jelentős hőt és szén-dioxidot nyelnek el, aminek következtében oxigénben szegényebbek lesznek, savasodnak. A tengeri áramlatok erőssége jelentősen változik. Az óceánok mélyén leülepedett metánrétegek újra a légkörbe kerülnek.

## Intézkedések a tengerszint-emelkedésre vonatkozóan
Amíg Montréalban 2005-ben zajlott a Kiotói jegyzőkönyv aláíró országainak konferenciája, a Carteret-szigeteken megkezdődött a lakosság evakuálása, amit a pápua új-guineai kormány még 2003-ban rendelt el.
2020-ban Kiribati elkészítette klímamigrációs tervét, melyben megtervezték, hogy szükség esetén hová tud majd menekülni kiribati 117 ezer állampolgára, akik az emelkedő vízszint miatt zömében a fővárosba zsúfolódtak. Több országgal is megállapodtak, köztük Új-Zélanddal, Ausztráliával és Pápuával.